# Dshemal Kartschchadse
Dshemal Kartschchadse (georgisch ჯემალ ქარჩხაძე; * 1936 in Uchuti, Kreis Wani; † 1998) war ein georgischer Schriftsteller.

## Leben
Er wurde als Sohn eines Angestellten geboren. 1960 beendete er sein Studium an der Staatlichen Universität Tiflis. Er arbeitete dann für die Zeitung Achalgasrda Kommunisti. Ab 1962 war er Mitarbeiter im Ministerium für Kultur und dann später als Inspektor für Theaterwesen tätig. Es folgte ab 1965 eine Tätigkeit beim Puppentheater.

## Werke
- sascauli (Das Wunder), Erzählungsband, 1967
- metertmete mcneba (Das elfte Gebot), Erzählungsband, 1979
- mdgmuri (Der Untermieter), Roman, 1979

Kartschchadse übersetzte Grimms Märchen sowie Der falsche Nero von Feuchtwanger und Atomstation von Laxness ins Georgische. Einige seiner Werke wurden ins Russische, Deutsche und andere Sprachen übersetzt.